# Juan Verzeri
Juan José Verzeri Casas (Montevideo, 20 de mayo de 1963) es un entrenador de fútbol uruguayo, ayudante de Diego Aguirre, entrenador del Club Atlético Peñarol. Se desempeñó al frente de la selección Sub-20, fue sucedido por el exentrenador de la selección Sub-17; Fabián Coito.
Es apodado "Ingeniero", por su profesión de Ingeniero de Sistemas. Desde muy joven tuvo pasión por el deporte y fue futbolista en la Liga Universitaria, hasta que tuvo que dejar por problemas de columna y comenzó a dirigir.

## Carrera como entrenador[1]
Se inició en la Liga Universitaria, dirigiendo al CTM, y luego fue designado para la selección de dicha Liga, a la que dirigió cuando disputó la Universíada de 2001 en China.
En 2002 comenzó a dirigir en el fútbol profesional en juveniles 4.ª y 3.ª división, siendo campeón con River Plate en 2002 y Liverpool en 2004.
Desde el 2005 hasta 2007 fue entrenador asistente en la 1.ª división del Club Atlético Juventud.
A principios de 2008, fue entrenador asistente de Julio César Ribas en Omán por un corto período.
A mediados de 2008 Verzeri tomó la conducción del Racing Club de su ciudad natal en la Primera División de Uruguay. Tuvo un rol muy importante para que Racing se clasificara para la edición 2010 de la Copa Libertadores.
En mayo de 2010 fue nombrado entrenador de la selección Sub-20 de Uruguay. Un año más tarde dirigió al equipo uruguayo en el torneo de fútbol de los Juegos Panamericanos obteniendo la medalla de bronce.
Dirigió la selección sub-20 en dos sudamericanos (2.º puesto en 2011 logrando el pasaje a los JJ. OO. luego de 84 años y 3.er puesto en 2013) y en dos mundiales (Colombia 2011 y Turquía 2013).
En el Mundial de Turquía, obtuvo el Vicecampeonato, al perder por penales la final con Francia. Posteriormente se desempeñó en el club Liverpool de Montevideo.
En julio de 2016, se confirma la llegada de Diego Aguirre como entrenador del Club Atlético San Lorenzo de Almagro y Verzeri sería su ayudante de campo.
Es ingeniero en Sistemas de Computación de la UDELAR (Uruguay) y tiene un máster en Matemática Aplicada de la Universita degli Studi di Padova (Italia). Además está especializado en Gestión de Empresas, Coaching y es profesor de yoga.

## Clubes
| Club                            | País           | Temporadas | PJ  | V  | E  | D  |
| ------------------------------- | -------------- | ---------- | --- | -- | -- | -- |
| River Plate (juveniles)         | Uruguay        | 2002       | ?   | ?  | ?  | ?  |
| Liverpool (juveniles)           | Uruguay        | 2004       | ?   | ?  | ?  | ?  |
| Racing Club                     | Uruguay        | 2008-2010  | 38  | 14 | 9  | 15 |
| Selección uruguaya sub-20       | Uruguay        | 2010-2013  | 80  | 32 | 29 | 19 |
| Selección uruguaya (interinato) | Uruguay        | 2010       | 1   | 1  | 0  | 0  |
| Selección uruguaya sub-22       | Uruguay        | 2011       | 6   | 3  | 1  | 2  |
| Ittihad FC                      | Arabia Saudita | 2014       | 3   | 0  | 1  | 2  |
| Liverpool                       | Uruguay        | 2015       | 11  | 4  | 2  | 5  |
| Total                           | Total          | Total      | 139 | 54 | 42 | 43 |

- Actualizado el 1 de septiembre de 2019

## Participaciones internacionales como entrenador
| Competición                            | Sede      | Resultado         |
| -------------------------------------- | --------- | ----------------- |
| Campeonato Sudamericano Sub-20 de 2011 | Perú      | Subcampeón        |
| Copa Mundial de Fútbol Sub-20 de 2011  | Colombia  | Primera ronda     |
| Juegos Panamericanos de 2011           | México    | Medalla de bronce |
| Campeonato Sudamericano Sub-20 de 2013 | Argentina | Tercer puesto     |
| Copa Mundial de Fútbol Sub-20 de 2013  | Turquía   | Subcampeón        |